# Marie Delattre
Marie Delattre, född den 4 mars 1981 i Arras, Frankrike, är en fransk kanotist.
Hon tog OS-brons i K2 500 meter i samband med de olympiska kanottävlingarna 2008 i Peking.